# 五十嵐二葉
五十嵐 二葉（いがらし ふたば、1932年8月20日 - ）は、日本の人権派弁護士。山梨学院大学教授を務めた。

## 経歴
群馬県出身。旧姓藤井。1957年中央大学文学部卒、1962年同法学部卒。法学者風早八十二と結婚し、風早二葉を名乗るが、その後離婚。五十嵐氏と結婚し、現在に至る。
ロス疑惑事件の弁護を担当しマスコミで有名になるが、その後三浦和義と対立し解任に追い込まれる。後に三浦について「子供がそのまま大人になったような人。」と酷評し物議をかもした。一連のオウム真理教事件の際、長女を拉致した容疑で逮捕・起訴された鹿島とも子の弁護などを担当した。

## 著書
- ガラス細工のジェーン・ドウ 弁護ノートの余白から 朝日新聞社 1986.12
- 殺さなかった ドキュメント杉並看護学生殺し事件 恒友出版 1988.8
- 代用監獄 1991.1 (岩波ブックレット)
- 犯罪報道 1991.5 (岩波ブックレット)
- いまも世界のどこかで 拘禁女性に対する性的人権侵害 手塚千砂子,山下明子,アムネスティ日本支部女性と人権チーム共著 学陽書房 1993.10
- テキスト国際刑事人権法総論 信山社出版 1996.6
- 刑事訴訟法を実践する 日本評論社 1996.5
- テキスト国際刑事人権法各論 上 信山社出版 1997.11
- 刑事司法改革はじめの一歩 裁判員制度導入のための具体的手続モデル 現代人文社 2002.4
- 説示なしでは裁判員制度は成功しない 現代人文社 2007.4

## 翻訳
- 犯罪と刑罰 ベッカリーア 風早八十二,風早二葉訳  岩波文庫 1959